# Raoul Madier de Montjaux
Raoul Madier de Montjaux (París, 1841 - Pierrelatte, 1909) fou un violinista francès.
Estudià en el Conservatori de Lieja, en el que aconseguí el primer premi de violí, i el 1868 debutà en l'orquestra de l'Òpera. També es distingí com a director d'orquestra, i com a tal figurà a Nova Orleans i en diversos teatres de París; el 1880 fou successivament segon i primer director de l'orquestra de l'Òpera (1880-1893).

## Nissaga Madier de Montjaux
Era fill, del polític Nativitat Francis Alfred Madier (1814-1892) i net del magistrat i polític Paul Madier de Montjaux (1785-1865) i, besnet de l'advocat i polític Nativitat Joseph Madier de Montjaux (1755-1830)